# Wycliff Palu
Pour les articles homonymes, voir Palu.

a Compétitions nationales et continentales officielles uniquement.

b Matchs officiels uniquement.
Dernière mise à jour le 5 mai 2020.
Wycliff Palu, né le 27 juillet 1982 à Sydney (Australie), est un joueur de rugby à XV qui joue avec l'équipe d'Australie et les New South Wales Waratahs durant sa carrière. Il évolue au poste de troisième ligne.

## Biographie
Palu est originaire des Tonga par sa mère, Keta Iongi qui était une ancienne sprinteuse ayant remporté plusieurs médailles aux Jeux du Pacifique.

## Carrière

### En club
- New South Wales Waratahs

Il a disputé dix matchs de Super 14 en 2006 et six matchs de Super 12 en 2005. 
En avril 2010, sa blessure aux ligaments croisés contre les Crusaders met un terme à sa saison, puis début 2011 il se blesse aux ischio-jambiers et ne joue que six matchs de Super Rugby durant la saison 2011.

### En équipe nationale
Il a connu sa première sélection le 17 juin 2006 contre l'équipe d'Angleterre. 
Blessé aux ligaments croisés, il ne participe pas au Tri-nations 2010. 
Sa blessure aux ischio-jambiers revient lors du 2e match de poule de la Coupe du monde 2011 face aux États-Unis, et doit déclarer forfait pour le reste de la compétition.

## Palmarès

### En club et province
Il joue 73 matchs en province avec Manly RUFC au sein de la New South Wales Rugby Union[réf. souhaitée]
- Vainqueur du Super Rugby en 2014 avec les Waratahs

### En équipe nationale
Au 15 août 2015, Wycliff Palu compte 58 sélections avec l'équipe d'Australie, dont 50 en tant que titulaire, du 17 juin 2006 à Melbourne contre l'équipe d'Angleterre au 25 juin 2016 contre cette même équipe d'Angleterre à Sydney. Il inscrit cinq points, un essai. 
Il compte 17 sélections en Tri-nations ou Rugby Championship, compétition qui lui succède. Il participe aux éditions de 2006, 2007, 2008, 2009 du Tri-nations et 2014 du Rugby Championship. Il compte également trois participations à la Coupe du monde, en 2007 où il participe à quatre rencontres, en 2011 où il joue deux matchs, et en 2015 où il prend part à une rencontre.

## Condamnations
Il a eu quelques démêlés avec la justice. Il a passé 6 mois dans un centre pénitentiaire, après une altercation dans un night-club, où il est inculpé de voies de fait graves. Puis en janvier 2009, il a été arrêté pour la deuxième fois en deux ans pour conduite sans permis. Il a été finalement condamné à une amende et une peine avec sursis.[réf. nécessaire]